# 25864 Баніч
25864 Баніч (25864 Banič) — астероїд головного поясу, відкритий 8 квітня 2000 року.
Тіссеранів параметр щодо Юпітера — 3,219.